# Lifeless To Deathless
Lifeless to Deathless es el primer álbum de estudio del músico chileno de metal progresivo Davefreeze, lanzado el día 31 de enero del año 2017. Contiene mayor influencias del estilo metalcore aunque cierra con una canción de más de 22 minutos con amplia influencia del género del rock progresivo y metal progresivo.

## Lista de Canciones
Todas las canciones escritas y compuestas por Davefreeze. 
| Lifeless To Deathless |                                     |          |  |
| N.º                   | Título                              | Duración |  |
| 1.                    | «The Damned»                        | 06:50    |  |
| 2.                    | «This Generation (Unbind The Ties)» | 03:48    |  |
| 3.                    | «Bury Me Alive»                     | 05:03    |  |
| 4.                    | «Swirl Of Emotions»                 | 05:10    |  |
| 5.                    | «Breathe»                           | 08:06    |  |
| 6.                    | «Disappear»                         | 09:38    |  |
| 7.                    | «When Paradise Collapse»            | 22:28    |  |
| 61:05                 |                                     |          |  |

## Intérpretes
- Davefreeze - Voces, Guturales, Guitarras, Bajo, Teclados, Programación, Producción, Mezcla, Masterización.

## Crítica
The Resistances Webzine acerca del álbum: 

Davefreeze trabaja con una mezcla de Deathcore con Metal progresivo, 3 estilos que son muy diferentes uno de otro, pero que, hay que admitirlo, su creador supo mezclar muy bien y supo trabajar con eso de una manera espectacular. El disco tiene fuerza, agresividad, técnica y al mismo tiempo, sentimiento, como debe ser dentro del Rock, que más allá de si es una balada, una canción rápida o una intermedia, que si entiendas o no el idioma en el que se canta, si hay sentimiento, aunque cante en árabe, algo te transmita, que sientas algo, quizás no lo mismo que te está diciendo en la letra, pero que no pase desapercibida, y déjenme decirles, para mí, que no soy fans de este estilo, realmente me provocó algo bueno.
Fernando Molinet